# Gran Premio Cholet-Pays de Loire

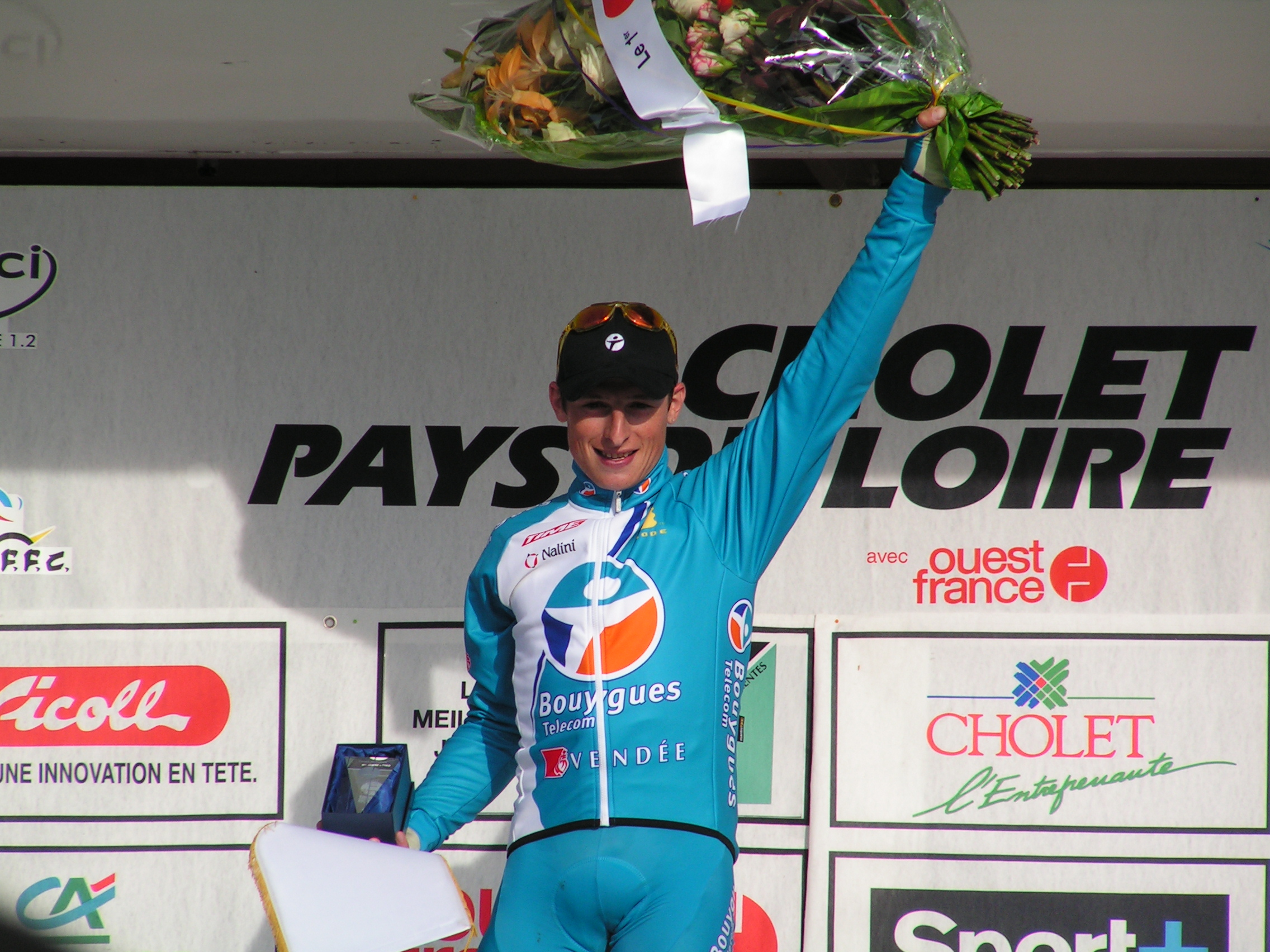
Pierrick Fédrigo recogiendo el premio de 2005.

El Gran Premio Cholet-Pays de Loire son dos carreras ciclistas francesas. masculina y femenina, que se disputa en Cholet (departamento de Maine y Loira y región de Países del Loira y sus alrededores.
Se corre en forma de clásica, es decir, en una sola etapa y sobre 200 km aproximadamente.
La masculina profesional se comenzó a disputar en 1978 y se ha disputado ininterrumpidamente. Durante su historia ha cambiado de denominación oficial en tres ocasiones:
- 1978-1987: GP de Mauléon-Moulins
- 1988-1989: GP de Cholet-Mauléon-Moulins
- 1990-2023: Cholet-Pays De Loire
- 2024-presente: Cholet Agglo Tour

El corredor que más veces se ha impuesto en la carrera es el estonio Jaan Kirsipuu con tres victorias. 

## Gran Premio Cholet-Pays de Loire Femenino
Desde 2004 también se disputa una competición femenina con el nombre oficial de Cholet Pays de Loire Dames. En principio amateur fue por ello todas sus ganadoras fueron francesas, ascendiendo en 2011 a la categoría 1.2 (última categoría del profesionalismo). 
Al igual que su homónima masculina pertenece a la Copa de Francia de Ciclismo de la especialidad (a pesar de ser en principio amateur desde sus inicios pertenece a esa competición). 
Tiene las mismas características de la masculina pero con unos 100 km menos.

## Palmarés

### Masculino
| Año                                   | Ganador             | Segundo                   | Tercero                |           |
| ------------------------------------- | ------------------- | ------------------------- | ---------------------- | --------- |
| Gran Premio de Mauléon-Moulins        |                     |                           |                        |           |
| 1978                                  | Jacques Bossis      | Roger Legeay              | Yves Daniel            |           |
| 1979                                  | Pierre Bazzo        | Pierre-Raymond Villemiane | Jean-Louis Gauthier    |           |
| 1980                                  | Roger Legeay        | René Bittinger            | Robert Alban           |           |
| 1981                                  | Roger Legeay        | Jacques Bossis            | Pierre-Henri Menthéour |           |
| 1982                                  | Pierre Bazzo        | Frédéric Brun             | Didier Vanoverschelde  |           |
| 1983                                  | Éric Dall'Armelina  | Francis Castaing          | Serge Beucherie        |           |
| 1984                                  | Pascal Poisson      | Yves Beau                 | Éric Bonnet            |           |
| 1985                                  | Marc Madiot         | Jean-Claude Leclercq      | Jacques Bossis         |           |
| 1986                                  | Dominique Lecrocq   | Philippe Louviot          | Régis Clère            |           |
| 1987                                  | Frédéric Garnier    | Martial Gayant            | Thomas Wegmüller       |           |
| Gran Premio de Cholet-Mauléon-Moulins |                     |                           |                        |           |
| 1988                                  | Patrick Onnockx     | Chris Scharmin            | Christophe Lavainne    |           |
| 1989                                  | Franck Boucanville  | Dick Dekker               | Edwin Bafcop           |           |
| Gran Premio Cholet-Pays de la Loire   |                     |                           |                        |           |
| 1990                                  | Kim Andersen        | Brian Walton              | Thierry Bourguignon    |           |
| 1991                                  | Sammie Moreels      | Johan Bruyneel            | Wiebren Veenstra       |           |
| 1992                                  | Laurent Desbiens    | Serge Baguet              | Jean-Cyril Robin       |           |
| 1993                                  | Marc Bouillon       | Bart Leysen               | Michel Vanhaecke       |           |
| 1994                                  | Laurent Madouas     | Christophe Leroscouet     | Patrick Van Roosbroeck |           |
| 1995                                  | Frank Vandenbroucke | Sammie Moreels            | Thierry Bourguignon    |           |
| 1996                                  | Stéphane Heulot     | Adriano Baffi             | Laurent Desbiens       |           |
| 1997                                  | Jaan Kirsipuu       | Lauri Aus                 | Ludovic Auger          |           |
| 1998                                  | Jaan Kirsipuu       | Pascal Lino               | Mario Manzoni          |           |
| 1999                                  | Jaan Kirsipuu       | Juris Silovs              | Rik Verbrugghe         |           |
| 2000                                  | Jens Voigt          | David Moncoutié           | Hendrik van Dyck       |           |
| 2001                                  | Florent Brard       | Laurent Brochard          | Niko Eeckhout          |           |
| 2002                                  | Jimmy Casper        | Franck Bouyer             | Wim Vansevenant        |           |
| 2003                                  | Christophe Mengin   | Franck Bouyer             | Laurent Lefèvre        |           |
| 2004                                  | Bert De Waele       | Didier Rous               | Thor Hushovd           |           |
| 2005                                  | Pierrick Fédrigo    | Alberto Benito Guerrero   | Jimmy Engoulvent       |           |
| 2006                                  | Christopher Sutton  | Niko Eeckhout             | Lilian Jégou           |           |
| 2007                                  | Stéphane Augé       | Stéphane Pétilleau        | Janek Tombak           |           |
| 2008                                  | Janek Tombak        | Bert De Waele             | Émilien-Benoît Bergès  |           |
| 2009                                  | Juan José Haedo     | Jimmy Casper              | Alexandre Pichot       |           |
| 2010                                  | Leonardo Duque      | Matthieu Ladagnous        | Klaas Lodewyck         |           |
| 2011                                  | Thomas Voeckler     | Tony Gallopin             | Benjamin Giraud        |           |
| 2012                                  | Arnaud Démare       | Laurent Mangel            | Mickaël Delage         |           |
| 2013                                  | Damien Gaudin       | Marcel Wyss               | Rein Taaramäe          |           |
| 2014                                  | Tom Van Asbroeck    | Sébastien Delfosse        | Sébastien Turgot       |           |
| 2015                                  | Pierrick Fédrigo    | Jon Ander Insausti        | Baptiste Planckaert    |           |
| 2016                                  | Rudy Barbier        | Baptiste Planckaert       | Yannis Yssaad          |           |
| 2017 edición no realizada             |                     |                           |                        |           |
| 2018                                  | Thomas Boudat       | Hugo Hofstetter           | Roy Jans               |           |
| 2019                                  | Marc Sarreau        | Bryan Coquard             | Thomas Boudat          |           |
| 2020                                  | cancelada           | cancelada                 | cancelada              | cancelada |
| 2021                                  | Elia Viviani        | Jon Aberasturi            | Pierre Barbier         |           |
| 2022                                  | Marc Sarreau        | Emmanuel Morin            | Piet Allegaert         |           |
| 2023                                  | Laurence Pithie     | Anthony Perez             | Lorrenzo Manzin        |           |
| Cholet Agglo Tour                     |                     |                           |                        |           |
| 2024                                  | Paul Lapeira        | Alexis Renard             | Tom Van Asbroeck       |           |
| 2025                                  | Lukáš Kubiš         | Benjamin Thomas           | Niklas Larsen          |           |

### Femenino
En amarillo: edición amateur.
| Año  | Ganadora                 | Segunda                  | Tercera              |
| ---- | ------------------------ | ------------------------ | -------------------- |
| 2004 | Elodie Touffet           | Cathy Moncassin-Prime    | Magali Finot-Laivier |
| 2005 | Alexandra Le Henaff      | Elodie Touffet           | Magali Le Floc'h     |
| 2006 | Fanny Riberot            | Aude Pollet              | Pascale Jeuland      |
| 2007 | Marina Jaunatre          | Laurence Leboucher       | Kata-Lina Normak     |
| 2008 | Magali Mocquery          | Magali Le Floc'h         | Marina Jaunatre      |
| 2009 | Florence Girardet        | Megan Guarnier           | Christine Majerus    |
| 2010 | Christel Ferrier Bruneau | Christine Majerus        | Mélanie Bravard      |
| 2011 | Emma Johansson           | Christel Ferrier Bruneau | Sara Mustonen        |
| 2012 | Audrey Cordon            | Pascale Jeuland          | Emilie Moberg        |
| 2013 | Emma Johansson           | Audrey Cordon            | Jolien D'Hoore       |
| 2014 | Emma Johansson           | Jolien D'Hoore           | Elisa Longo Borghini |
| 2015 | Audrey Cordon            | Amélie Rivat             | Miriam Bjørnsrud     |

## Palmarés por países
| País          | Victorias |
| ------------- | --------- |
| Francia       | 28        |
| Bélgica       | 6         |
| Estonia       | 4         |
| Dinamarca     | 1         |
| Alemania      | 1         |
| Australia     | 1         |
| Argentina     | 1         |
| Colombia      | 1         |
| Italia        | 1         |
| Nueva Zelanda | 1         |
| Eslovaquia    | 1         |

| País    | Victorias |
| ------- | --------- |
| Francia | 10        |
| Suecia  | 3         |